# Engilšalk II. Hornopanonský
Engilšalk II. dle jiných zdrojů také Engelšalk II. (860? - 893?) byl panonský markrabě v roce 882, který vládl v opozici proti Aribovi.

## Život
Engilšalk II. byl synem Engilšalka I. a synovcem Viléma, kteří bojovali o velkomoravský stolec proti Svatoplukovi a během bojů přišli o život. Po jejich smrti si Vilémovci v čele s Engilšalkem II. a jeho bratry nárokovali dědictví svých otců, ale moc v Panonské marce získal Aribo Rakouský, proto v roce 882 proti němu Engilšalk spolu s bratry vedl povstání. Toto povstání v letech 882-884 přerostlo do tkz. války Vilémovců v němž se Aribo spojil s moravským knížetem Svatoplukem a císařem Karlem III. a Engilšalka s jeho spojenci porazil. Engilšalk následně uprchl k Arnulfovi. Krátce nato byla rozpoutána válka mezi Arnulfem a Svatoplukem do niž Engilšalk nezasahoval. Když se v roce 887 Arnulf stal bavorským vévodou, Engilšalk pravděpodobně očekával, že získá jeho podporu, ale Aribo v té době měl v Panonii již velkou moc, že se Arnulf již neodvážil narušovat rovnováhu v Panonské marce a Engilšalka nepodpořil. Engilšalk si chtěl podporu vynutit a tak někdy před rokem 893 zajal Arnulfovu nelegitimní dceru Ellinrat a pravděpodobně si ji vzal za ženu. Jeho plán však selhal a musel prchnout na Moravu. V Regensburgu se v roce 893 sešla aristokracie Bavorského vévodství, aby jednala s Engilšalkem a zabránila mu v pomoci Moravanům, proti nimž Arnulf v tomto roce plánoval válečnou výpravu. Engilšalk nechtěl ustoupit a aristokracii urazil, ta se proti němu spikla a dala ho zatknout a oslepit bez Arnulfova vědomí. Jeho bratr Vilém II. Hornopanonský se po této události spojil se Svatoplukem. O dalším osudu Engilšalka se nedochovaly žádné informace.